# Mydaea anicula
Mydaea anicula este o specie de muște din genul Mydaea, familia Muscidae. A fost descrisă pentru prima dată de Zetterstedt în anul 1860. Conform Catalogue of Life specia Mydaea anicula nu are subspecii cunoscute.